# Novo Selo (gmina Raška)
Novo Selo (cyr. Ново Село) – wieś w Serbii, w okręgu raskim, w gminie Raška. W 2011 roku liczyła 281 mieszkańców.